# 拉森山
74°51′S 162°12′E / 74.850°S 162.200°E
拉森山（英語：Mount Larsen）是南極洲的山峰，位於維多利亞地，海拔高度1,560米，處於里維斯冰川河口南面，由羅伯特·斯科特率領的英國探險隊發現。